# 巴黎盆地

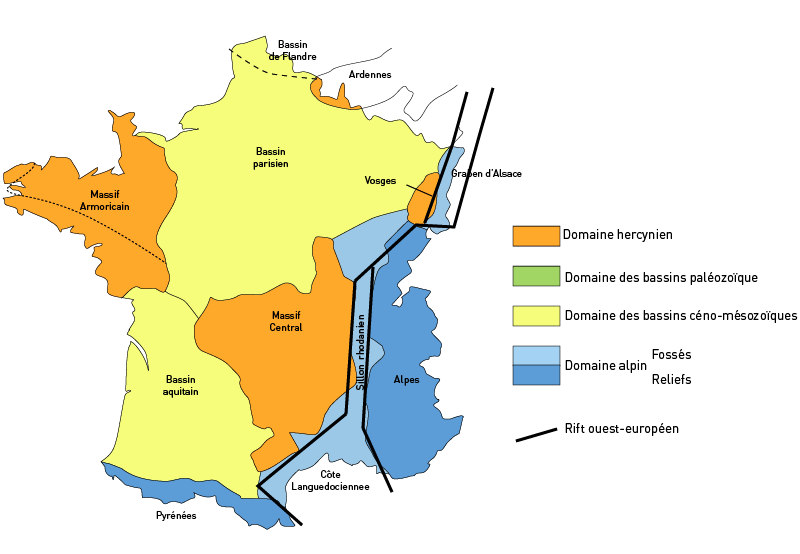
巴黎盆地

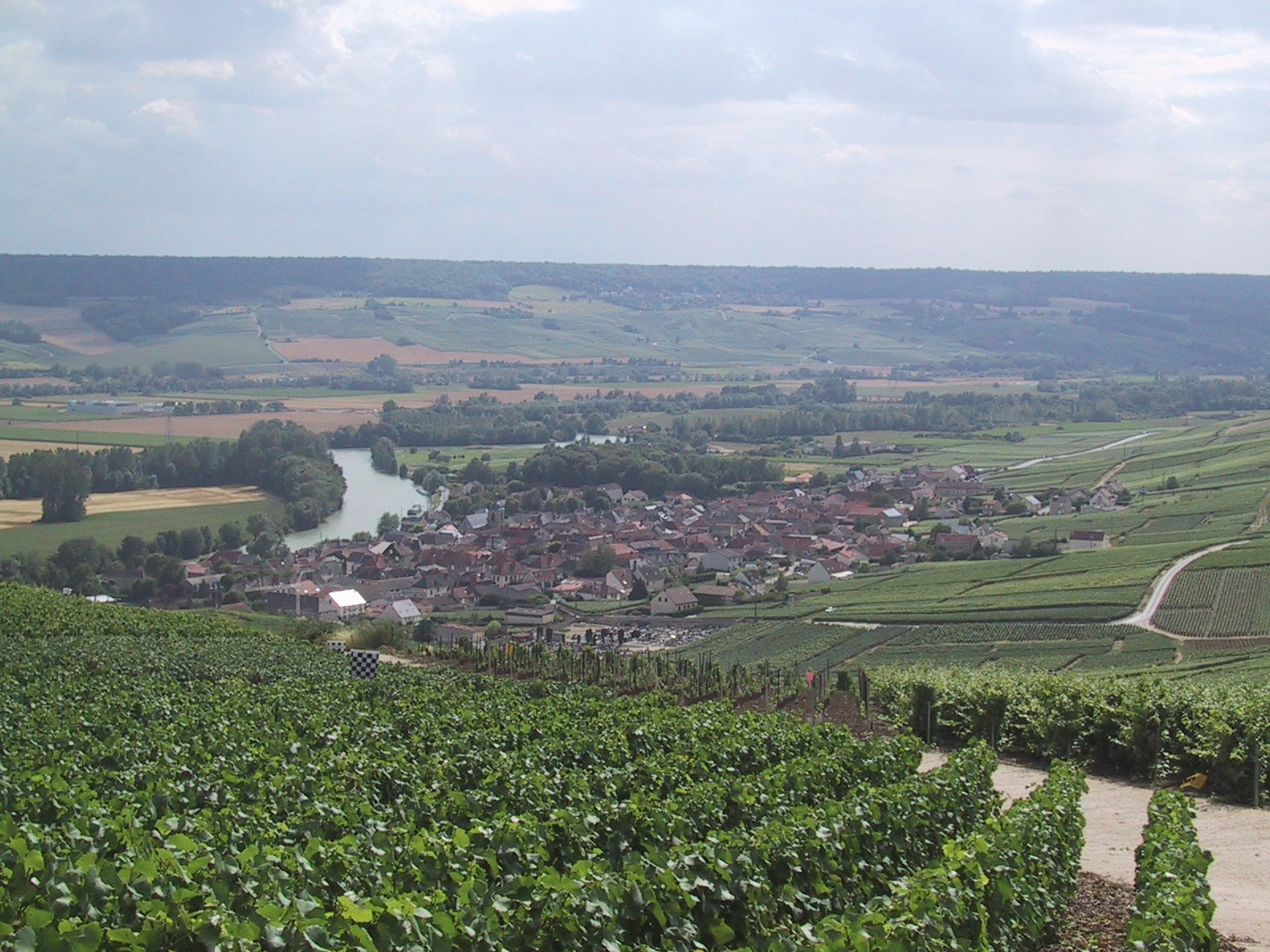
位于盆地中的小鎮屈米耶尔

巴黎盆地（法語：Bassin parisien）是法國的一個沉積盆地，巴黎位于其中心。它由自三叠紀開始的一系列造山运动形成，海拔不超過300（980英尺），西接阿摩里卡丘陵，東临佛日山脈，南抵法國中央高原，北至阿登高地。:252
巴黎盆地南北長達300（190英里），东西跨度更達450（280英里），占據了四分之一的法國國土，覆蓋了诺曼底、巴黎大区、香槟-阿登和洛林大区。有豐富的地下水和天然氣資源。塞纳河及一些运河灌溉著這片土地，當地盛產小麦、甜菜和燕麥，也有畜牧业及釀酒業（尤其以香槟省出名）。